# Saint-Hilaire-la-Gérard
Pour les articles homonymes, voir Saint-Hilaire.
Saint-Hilaire-la-Gérard est une ancienne commune française, située dans le département de l'Orne en région Normandie, peuplée de 130 habitants. Depuis le 1er janvier 2019, elle est une commune déléguée de Mortrée.

## Toponymie
Le nom de la localité est attesté sous la forme Sanctus Hilarius la Gerarde en 1252.
La paroisse serait dédiée à Hilaire de Poitiers[réf. nécessaire].
Au cours de la période révolutionnaire de la Convention nationale (1792-1795), la commune a porté le nom de Roulard.

## Histoire
Le 1er janvier 2019, Saint-Hilaire est absorbée par Mortrée qui devient une commune nouvelle à la suite d'un arrêté préfectoral du 28 septembre 2018.

## Politique et administration
| Période                                  | Période       | Identité        | Étiquette | Qualité    |
| ---------------------------------------- | ------------- | --------------- | --------- | ---------- |
| 1995 (?)                                 | décembre 2018 | Michel Lévesque | SE        | Enseignant |
| Les données manquantes sont à compléter. |               |                 |           |            |

## Démographie
En 2021, la commune comptait 130 habitants. Depuis 2004, les enquêtes de recensement dans les communes de moins de 10 000 habitants ont lieu tous les cinq ans (en 2008, 2013, 2018, etc. pour Saint-Hilaire-la-Gérard) et les chiffres de population municipale légale des autres années sont des estimations.
| 1793 | 1800 | 1806 | 1821 | 1836 | 1841 | 1846 | 1851 | 1856 |
| ---- | ---- | ---- | ---- | ---- | ---- | ---- | ---- | ---- |
| 280  | 247  | 318  | 284  | 316  | 307  | 307  | 273  | 282  |

| 1861 | 1866 | 1872 | 1876 | 1881 | 1886 | 1891 | 1896 | 1901 |
| ---- | ---- | ---- | ---- | ---- | ---- | ---- | ---- | ---- |
| 286  | 255  | 234  | 247  | 201  | 211  | 194  | 190  | 183  |

| 1906 | 1911 | 1921 | 1926 | 1931 | 1936 | 1946 | 1954 | 1962 |
| ---- | ---- | ---- | ---- | ---- | ---- | ---- | ---- | ---- |
| 154  | 165  | 147  | 161  | 143  | 166  | 154  | 156  | 150  |

| 1968 | 1975 | 1982 | 1990 | 1999 | 2008 | 2013 | 2018 | 2020 |
| ---- | ---- | ---- | ---- | ---- | ---- | ---- | ---- | ---- |
| 163  | 123  | 116  | 114  | 116  | 104  | 137  | 134  | 132  |

## Lieux et monuments
- Architecture civile : le Logis d'origine XIIe.
- Architecture sacrée : église Saint-Hilaire, avec fenêtres plein cintre, voûte lambrissée ; retable en pierre, Dieu le Père au fronton, Christ XVIIe sur croix, pierre tombale armoriée.
- Réserve naturelle régionale géologique de Normandie-Maine.